# 最終絶叫計画4
『最終絶叫計画4』（さいしゅうぜっきょうけいかく4、Scary Movie 4）は、2006年の アメリカのサイエンス・ファンタジー・コメディ・ホラー映画。『最終絶叫計画』から続く「絶叫計画」シリーズの第4作目。主演は第1作から引き続きアンナ・ファリス。監督は前作『最'狂'絶叫計画』に引き続きデヴィッド・ザッカー。脚本はザッカーやパット・プロフトと共に『裸の銃を持つ男』シリーズや『ホット・ショット』シリーズを手がけたジム・エイブラハムズが新たに加わっている。

## ストーリー
実家を離れ新しい生活を始めたシンディ・キャンベルは介護の仕事を始める。初日から寝たきりで認知症を患う老婆エマ・ノリスの世話をすることになるのだが、彼女の住む日本住宅では数々の不可解な出来事が起きており、それはシンディの身にも襲い掛かってきた。
2日目にしてシンディは弱音を吐くが、隣の家で暮らすトム・ライアンと親密になり、再びやる気が湧いてくる。その時、奇妙な稲妻と共に大量殺戮マシーン「triPod」がアメリカ中に現れ、次々と人間を消し去っていく。シンディは日本住宅に現れる全身白塗りの少年（佐伯俊雄）から事態を解決するヒントを教わり、地球を救うため単身で行動を開始する。偶然再会したブレンダ・ミークスと共にある村に潜入したシンディは、目的の人物である少年の父ヘンリー・ヘイルから少年の死因を聞き出すが、事態を解決する方法は分からなかった。
一方のトムは2人の子供を連れて避難民となり、「triPod」から逃れるため移動を続けていたが、子供と共に「triPod」に捕まってしまう。トムと、同じく捕まったシンディとブレンダの3人は、「triPod」の中でソウによって命を賭けたゲームを強いられる。トムが2人の子供を救うため奮戦していると、シンディはヒントの真意に気付き、ソウこそが少年の実の父親であると看破する。トムは自分の命を投げ打つ覚悟を決めるが、シンディの必死の説得でソウは考えを改め、5人を解放する。1ヵ月後、トムは世界を救った救世主として人々から称えられていた。

## キャスト
| 役名                   | 俳優                           | 日本語吹替 |
| ---------------------- | ------------------------------ | ---------- |
| シンディ・キャンベル   | アンナ・ファリス               | 山田里奈   |
| ブレンダ・ミークス     | レジーナ・ホール               | 喜田あゆ美 |
| トム・ライアン         | クレイグ・ビアーコ             | 堀内賢雄   |
| ヘンリー・ヘイル       | ビル・プルマン                 | 仲野裕     |
| マハリク               | アンソニー・アンダーソン       | 斎藤志郎   |
| ハリス大統領           | レスリー・ニールセン           | 小島敏彦   |
| マリリン               | モリー・シャノン               | 櫨山めぐみ |
| オリヴァー             | マイケル・マドセン             | 中村秀利   |
| エゼキエル             | クリス・エリオット             | 斎藤志郎   |
| ホリー                 | カルメン・エレクトラ           | 上田純子   |
| シャキール・オニール   | シャキール・オニール（本人役） | 中村秀利   |
| フィル・マグロー       | フィル・マグロー（本人役）     | 福田信昭   |
| エマ・ノリス           | クロリス・リーチマン           |            |
| 佐伯俊雄               | ギャレット・マスダ             |            |
| レイチェル             | コンチータ・キャンベル         |            |
| ロビー                 | ボー・マーショフ               |            |
| CJ                     | ケヴィン・ハート               | 落合弘治   |
| マーヴィン             | デレイ・デイヴィス             | 中村秀利   |
| ジョージ               | サイモン・レックス             |            |
| ハーパー               | ブライアン・カレン             |            |
| ソウ（声）             | クレイグ・マジン               | 宝亀克寿   |
| ゾルター（声）         | デヴィッド・ザッカー           | 斎藤志郎   |
| コーディ（写真のみ）   | ドリュー・ミクスカ             |            |
| ジャミソン             | アロンゾ・ボデン               | 宝亀克寿   |
| ミスター・コウジ       | ヘンリー・マー                 | 岩崎ひろし |
| ティファニー・ストーン | マイケル・マクドナルド         | 岩崎ひろし |
| ヤングブラッズ         | ショーン・ポール               | 斎藤志郎   |
| ヤングブラッズ         | J・ポー                        | 福田信昭   |
| ナイフマン             | デイヴ・アテル                 | 中村秀利   |
| ドライバー             | リル・ジョン                   | 岩崎ひろし |
| ファイト・アナウンサー | スコット・バラット             | 仲野裕     |
| リポーター             | テッド・フレンド               | 福田信昭   |
| ノンクレジット         |                                |            |
| トム・ローガン         | チャーリー・シーン             | 堀内賢雄   |
| ナレーション           | ジェームズ・アール・ジョーンズ | 仲野裕     |

## パロディネタ
ストーリーは『宇宙戦争』をベースに、序盤は『THE JUON/呪怨』、中盤は『ヴィレッジ』『ミリオンダラー・ベイビー』、終盤は『ソウ』の要素が強くなるのだが、それぞれの話をうまくリンクさせた内容である。小ネタとして『華氏911』や『ブロークバック・マウンテン』などのパロディが登場する他、映画ではないトム・クルーズのテレビ番組での奇行や、マイク・タイソンによる“耳噛み切り事件”もパロディ化されている。

## 備考
- 本作にはシリーズ全作に出演しているシンディ役のアンナ・ファリスやブレンダ役のレジーナ・ホールを始め、前作の『最'狂'絶叫計画』の主要キャラを演じたキャスト全員が再び出演している。また、ウェイアンズ兄弟が携わっていた『最終絶叫計画』からはカルメン・エレクトラ、『最'新'絶叫計画』からはクリス・エリオット（日本版では出演シーンカット）が出演した。
- 『ヴィレッジ』のパロディ部分に登場するビル・プルマンは、同じくパロディにされている『THE JUON/呪怨』にも出演している。元の作品でプルマンが演じていたキャラクターを基にした役はチャーリー・シーンが演じているものの、シンディが訪れる日本住宅にはプルマンの演じるヘンリーが深く関わっており[2]、実質的に同じ人物がオリジナルとパロディで同じ立場の役柄を演じていることになる。
- 本作では『THE JUON/呪怨』がメインのパロディネタの1つになっているが、トム・ライアンの長男ロビーを演じたボー・マーショフは後に、『THE JUON/呪怨』『呪怨 パンデミック』に続く3作目『呪怨 ザ・グラッジ3（英語版）』に出演している。
- 冒頭の『ソウ』のパロディ部分に登場するフィル・マグローは日本での知名度は無いが、アメリカでは「ドクター・フィル」の愛称で知られ、自身の冠番組を持つほど非常に人気のある心理学者である。また、バスケットボール選手のシャキール・オニールがフリースローで罠を解除しようとするシーンは、フリースローが苦手なシャキール本人を皮肉ったギャグになっている。
- 前作に引き続きマイケル・ジャクソンのパロディが登場する。このマイケルを演じているのは前作と同じくエドワード・モスという“プロ”のマイケルのそっくりさんで、『最'愛'絶叫計画』にも出演している。